# Frans van Ruth
Frans van Ruth (1951) is een Nederlandse pianist gespecialiseerd in kamermuziek. 

## Opleiding
Frans van Ruth studeerde bij Hans Osieck en daarna aan het Utrechts Conservatorium piano bij Herman Uhlhorn en kamermuziek bij Eli Goren.

## Activiteiten
Vanaf 1981 deed Ruth samen met Willem Noske veel onderzoek naar Nederlandse muziek uit de negentiende eeuw en de eerste helft van de twintigste eeuw, wat resulteerde in talrijke concerten en opnamen. Ook organiseerde hij festivals en projecten gewijd aan de componisten Robert Schumann, Charles Koechlin, Albert Roussel, Francis Poulenc, André Jolivet, en aan de dichters Heine, Baudelaire, Verlaine en Rilke.
In 1995 is hij samen met fluitiste Eleonore Pameijer oprichter van de Leo Smit Stichting. Tot in 2004 is hij programmeur en pianist van de door die stichting georganiseerde Uilenburger Concerten in Amsterdam. In dat kader voerde hij meer dan tweehonderd werken uit, van vooral composities uit de periode tussen de twee wereldoorlogen, en ook enige tientallen premières.
Met celliste Doris Hochscheid vormt hij al vele jaren een duo. Verder is hij mede-oprichter van het Amsterdam Bridge Ensemble waarin hij speelt met Hochscheid en verder Jacobien Rozemond, viool en Sven Arne Tepl, altviool.
Sinds 1997 is Ruth hoofd kamermuziek van het Conservatorium van Amsterdam. 
Ruth is auteur van een website gewijd aan de laat-romantische Nederlandse componist Leander Schlegel.